# Carl von Bergen
Carl Fredrik Berndt von Bergen, född 26 december 1838 i Göteborg, död 19 augusti 1897 i Stockholm, var en svensk författare, översättare, lektor och tidningsredaktör.

## Biografi
von Bergen var son till stadsmäklaren Carl Eric von Bergen (1809–1892) och hans hustru Wilhelmina (Mina) Fredrika Wahlgren (1816–1894). Efter studier vid Meijerbergska skolan i Göteborg och Göteborgs gymnasium blev han student vid Uppsala universitet 1857 och avlade i december 1863 filosofie kandidatexamen. 
Han var gift första gången 1876 med Sofia Vilhelmina Amalia Lamberg (26 januari 1820 i Göteborg, död 29 april 1895 i Stockholm), dotter till kommerserådet i Göteborg Jan Lamberg och dennes hustru Maria Juliana Kåhre, som tidigare varit gift med godsägaren Carl Sebastian Tamm och friherre Theodor Ankarcrona till Runsa, från vilken hon skilde sig. Han gifte sig andra gången 1897 med Edla (Elly) Ottilia Olsson (1860–?).

### Översättningar
von Bergen utgav en översättning av Daniel Schenkels ryktbara arbete Jesu karaktersbild 1865 vilket gav upphov till en livlig diskussion i Stockholmspressen om de religiösa frågorna och von Bergen höll föreläsningar över de förkristna religionernas historia i Göteborg hösten 1866. 1867 utgav han en svensk översättning av Karl Theodor Keims arbete Den historiske Kristus. Han medverkade med en mängd litterära bidrag i Aftonbladet och Göteborgs Handels- och Sjöfartstidning 1867–1868 samt höll religionshistoriska föreläsningar i Uppsala.

### Redaktörskap förFramtiden
I juli 1868 började han i Stockholm att utge Framtiden, tidskrift för fosterländsk odling vilken kom ut till slutet av 1871. Han utgav en ny följd av samma tidskrift 1876–1877. De blev uppmärksammade för sin bibelkritik och nyrationalism. Under mellantiden hade han under en resa till Förenta staterna 1875 hållit föreläsningar på engelska om kyrkliga och sociala förhållanden i Skandinavien och efter hemkomsten föreläste han i Sverige om "Ny världsåskådningar" och "Amerikanska kulturförhållanden". 

### Frisinnad bibelkritik
Under de närmast följande åren i slutet av 1870- och början av 1880-talet höll von Bergen föreläsningar runtom i Sverige där han framförde en nyare bibelkritisk ståndpunkt och en frisinnad religiös åskådning. Han utbytte med Uddo Lechard Ullman flera skarpa stridsskrifter. Det väckte därför stor förvåning, när han några år efteråt under striden mot materialism och agnosticism drevs allt längre åt höger och snart verkade stå Svenska Missionskyrkan nära. Under ett besök i England hade han även kommit att intressera sig för de spiritistiska och teosofiska strävandena och bildade 1890 svenska samfundet för psykisk forskning, för vars mål han sökte verka genom föreläsningar och skrifter. I egenskap av inbjuden representant för Sverige besökte han religionsparlamentet i Chicago 1893. von Bergen betraktas som en av Sveriges första yrkesföreläsare och ansågs ha en stor retorisk förmåga. Han var aktiv i spiritistiska Edelweissförbundet.

### Översättningar
- Schenkel, Daniel (1867). Jesu karaktersbild : ett bibliskt försök. Stockholm: Hierta. Libris 2164606
- Keim, Theodor (1867). Den historiske Kristus : en serie föredrag med ur källorna hemtade bevis och med kronologisk beräkning af tiden för Jesu lefnad. Uppsala: Schultz. Libris 1582596

### Redaktörskap
- Framtiden : tidskrift för fosterländsk odling. Stockholm. 1868-1871, 1877. Libris 1255183. https://runeberg.org/framtiden/
- Fri forskning : tidskrift. Stockholm. 1886. Libris 3290582